# Megapnozaur
Megapnozaur (Megapnosaurus) – rodzaj teropoda z grupy celofyzoidów (Coelophysoidea).Żył w okresie wczesnej jury (ok. 200-194 mln lat temu). Osiągał do 3 m długości i ważył około 32 kg. Opisano dwa gatunki należące do tego rodzaju: M. rhodesiensis, żyjący na terenach Afryki (jego szczątki znaleziono w Zimbabwe) i M. kayentakatae, żyjący w Ameryce Północnej (Arizona). Analiza Ronalda Tykoskiego (2005) wskazuje jednak, że gatunki te mogą nie należeć do tego samego rodzaju; wynika z niej, że M. rhodesiensis jest bliżej spokrewniony z Coelophysis bauri niż z M. kayentakatae, zaś najbliższym krewnym tego ostatniego nie jest ani M. rhodesiensis, ani C. bauri, lecz Segisaurus halli. Także według analizy Martineza i współpracowników (2011) najbliższym krewnym M. rhodesiensis jest Coelophysis, zaś "M." kayentakatae jest taksonem siostrzanym do kladu obejmującego M. rhodesiensis i Coelophysis. Irmis (2004) zaliczył też do rodzaju Megapnosaurus zwierzę, którego skamieniałości odkryto w prowincji Junnan w Chinach.
Dinozaur ten został po raz pierwszy opisany w 1969 roku przez Michaela Raatha; nadano mu wówczas nazwę rodzajową Syntarsus. Okazało się jednak, że tę nazwę otrzymał wcześniej jeden z rodzajów chrząszczy, dlatego w 2001 roku entomolodzy Michael Ivie, Stanisław Adam Ślipiński i Piotr Węgrzynowicz zaproponowali dla teropoda nową nazwę rodzajową Megapnosaurus. Wzbudziło to jednak kontrowersje wśród paleontologów – część z nich zaakceptowała nową nazwę i zaczęła używać jej w swych publikacjach (np. Irmis, 2004), inni uznali jednak, że nadanie nowej nazwy mogło odbyć się z naruszeniem zasad etycznych (krytycy twierdzą, że Michael Raath, który nadał w 1969 roku nazwę Syntarsus, nie miał sposobności do stworzenia nowej nazwy rodzajowej, co byłoby zgodne z praktyką, jednak Michael Ivie twierdzi, że w 1996 roku próbował skontaktować się z Raathem w tej sprawie – bezskutecznie. Sam Raath uważa postępowanie entomologów za nieetyczne) i, ignorując nową nazwę, nadal używają starszej – Syntarsus (np. Tykoski, 2005, Martinez et al. 2011).